# Jizerská hornatina
Jizerská hornatina je geomorfologický podcelek nacházející se ve střední a jihozápadní části Jizerských hor na severu České republiky. Rozkládá se na ploše 395,85 km² a její střední nadmořská výška činí 695,6 m. Střední sklon má hodnotu 9°07'. Tvořená je především granodiority krkonošsko-jizerského masivu, ale části jsou z rumburské žuly lužického masivu. Výjimečně se objevují horniny krystalinika. Reliéf hornatiny je nesouměrný, stupňovitě klesající od severu k jihu.
Celá oblast je odvodňována řekami Jizerou a Lužickou Nisou, pouze severní svahy navíc ještě Smědou. Nejvyšším bodem hornatiny je Jizera (1122,0 m n. m.) patřící do Smědavské hornatiny.